# Herforst
Herforst é um município da Alemanha localizado no distrito (Kreis ou Landkreis) de Bitburg-Prüm, na associação municipal de Verbandsgemeinde Speicher, no estado da Renânia-Palatinado.